# 刘姝威
刘姝威（1952年12月—），黑龙江哈尔滨人，中央财经大学中国企业研究中心主任，研究员。2001年，以一篇600字的短文《应立即停止对蓝田股份发放贷款》，提出对蓝田股份提出了质疑，并最终导致蓝田集团破产倒闭而名噪一时。2002年，她获得“感动中国人物”称号。2003年获得“五一劳动奖章”。1980年3月，刘姝威毕业于黑龙江大学。1984年10月开始就读于北京大学经济学系，师从陈岱孙和厉以宁两位教授。她在学期间主要研究金融相关理论。1986年毕业取得硕士学位后，就一直在中央财政金融学院从事研究工作，专攻信贷理论研究。

## 金融打假
刘姝威因走入社會參與實體案件参与金融打假，而非只在學術圈教書，並有媒體知名度，從而成為爭議人物。

### 蓝田事件
在她写作专著《上市公司虚假会计报表识别技术》期间，重点研究蓝田股份的财务状况。在她调查期间，她发现蓝田公司短期偿债能力很弱，公司杠杆效应非常明显，企业只依靠贷款度日，十分危险。于是她撰写了一篇600字左右的短文《应立即停止对蓝田股份发放贷款》，并于2001年10月26日，刊登在只供中央金融工委、中国人民银行总行领导和有关司局级领导参阅的《金融内参》中。随后，在中央的授意之下银行全面停止了对蓝田公司的贷款，这也直接促成了后来轰动全国的“蓝田事件”。
在蓝田公司收到相关机构调查的过程中，刘姝威也遭到了来自蓝田的各种威胁，甚至惹来杀身之祸，并被告上法庭。但她最终没有因为强权而屈服，反而更加坚持了自己的观点，最终成为蓝田倒闭、真相大白的重要证人。由于她不畏强权的表现，她于2002年，获得CCTV“感动中国”人物称号；于2003年获得“五一劳动奖章”。

### 樂視事件
2015年間刘姝威分析後得出結論樂視網的熱潮是一場騙局，並認為贾跃亭股市動態可疑，撰文《乐视网涉嫌违规隐瞒公司盈亏信息》大戰當時許多看好樂視的經濟分析家。
乐视网分析报告主要观点为：
- 董事会和高管人员专业和学历构成不足以信任其規劃的世界級偉大願景。
- 盈利能力出现下滑，所謂生态体系口號已经出现问题。
- 大股东以各种冠冕堂皇的理由任意减持套现。
- 主業乐视网的內容並不出眾，顯不搭配其號稱的獲利能力。

後2017年起樂視危機爆發，被其言中。

### 宝能事件
2018年1月30日，刘姝威公开发表“给证监会并刘士余主席的信”。信中称，宝能集团旗下钜盛华通过9个资产管理计划合计持有万科股份的10.34%，其中7个资产管理计划已经到期，请求证监会命令钜盛华已经到期的7个资产管理计划立即清盘，不得续期。钜盛华公司表示，相关资管计划已经签署了延长清算期补充协议，符合现行法律法规及相关规定。
2018年4月刘姝威撰文攻擊深圳市宝能投资集团，認為其用隱晦可能違法的手段动用操控社會上巨额保险资金和银行资金，進行惡意併購和炒房炒股，危害國家實體經濟，建議沒收宝能與相關行動人所獲利益、股份，上交國有。
其認為寶能三大資金來源都是非法
- 以代持手段操縱控股前海人寿，內情黑幕重重。
- 得到浙商银行违规出资，涉嫌銀行界勾結不法。
- 华润公司董事长宋林涉嫌严重违纪违法已經被雙開，而其任內與寶能有不正常土地交易，利益輸送。